# Androsace de Vandelli
Androsace vandellii
Espèce
L'Androsace de Vandelli (Androsace vandellii) est une espèce de plantes à fleurs de la famille des Primulacées.

## Description

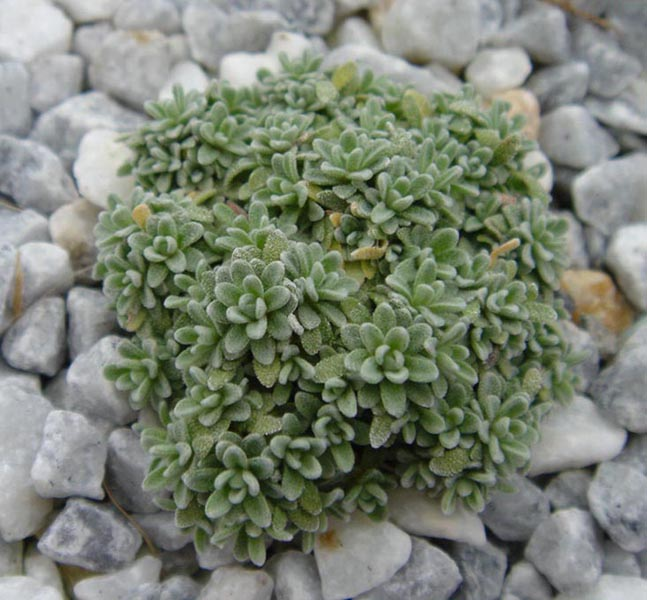
Androsace vandellii.

Plante vivace, naine, en touffes très compactes formées de petites colonnes longues de 1-3 cm sur 4-7 mm de large, plus étroites à la base qu'au sommet ; feuilles très petites, ascendantes, étroitement imbriquées, lancéolées-oblongues, obtuses, entières, blanches-tomenteuses, à duvet très serré formé de courts poils étoiles ; fleurs solitaires, très brièvement pédonculées, à peine saillantes au-dessus des rosettes ; calice tomenteux à poils étoiles, à lobes obtus ; corolle blanche à tube et gorge pourpres, dépassant le calice ; capsule égalant le calice.

## Synonymes
- Androsace argentea (C.F.Gaertn.) Lapeyr.
- Androsace multiflora auct.
- Aretia vandellii Turra
- Androsace imbricata auct.